# Uriu
Uriu là một xã thuộc hạt Bistrița-Năsăud, România. Dân số thời điểm năm 2002 là 3623 người.